# یکی از آن میان
یکی از آن میان یک مجموعه تلویزیونی محصول سال ۱۳۷۷ به کارگردانی محمدرضا فرزین، نویسندگی محمدرضا فرزین و امید یوسفی و تهیه‌کنندگی می‌باشد که از شبکه یک پخش شد.

## خلاصه داستان
فعالیت‌ها، شجاعت‌ها و مشکلات مختلف رزمندگان در جنگ ایران و عراق را به صورت نمایشی نشان می‌دهد.

## بازیگران
- محمدعلی سلیمان‌تاش
- جلال حدپور سراج
- رسول بهارانگیز
- قاسم حساوی

## عوامل تولید
- کارگردان: محمدرضا فرزین
- نویسندگان: امید یوسفی - محمدرضا فرزین
- تصویربردار: سیروس عبدلی
- صدابردار: محمد قمی
- موسیقی: سعید شبانی